# Arrondissement Lure
Lure is een arrondissement van het Franse departement Haute-Saône in de regio Bourgogne-Franche-Comté. De onderprefectuur is Lure.

## Kantons
Het arrondissement was tot 2014  samengesteld uit de volgende kantons:
- Kanton Champagney
- Kanton Faucogney-et-la-Mer
- Kanton Héricourt-Est
- Kanton Héricourt-Ouest
- Kanton Lure-Nord
- Kanton Lure-Sud
- Kanton Luxeuil-les-Bains
- Kanton Mélisey
- Kanton Saint-Loup-sur-Semouse
- Kanton Saint-Sauveur
- Kanton Saulx
- Kanton Vauvillers
- Kanton Villersexel

Na de herindeling van de kantons bij decreet van 17 februari 2014, met uitwerking op 22 maart 2015, omvat het volgende kantons:
- Kanton Héricourt-1
- Kanton Héricourt-2
- Kanton Jussey (deel 7/65)
- Kanton Lure-1
- Kanton Lure-2
- Kanton Luxeuil-les-Bains
- Kanton Mélisey
- Kanton Port-sur-Saône (deel 16/46)
- Kanton Saint-Loup-sur-Semouse
- Kanton Villersexel (deel 31/47)